# Vluchtelingen in Nederland
Er leven in 2023 zo'n vierhonderdduizend vluchtelingen in Nederland, gedefinieerd als asielzoekers, statushouders of ex-statushouders. De meesten van hen zijn inmiddels genaturaliseerde Nederlanders. Er is een jaarlijkse toestroom van asielzoekers, dat zijn mensen die voor een verblijfsstatus als erkende vluchteling in aanmerking willen komen. Het aantal verzoeken in Nederland heeft per jaar sterk gevarieerd. Zo waren het er in 1994, het piekjaar van de jaren negentig, ruim 52 000, tussen 2004 en 2007 nog geen tienduizend per jaar, terwijl er in 2015 49 500 nieuwe asielverzoeken inclusief gezinshereniging werden gedaan (59 100 inclusief herhaalde verzoeken). In 2018 werden ruim dertigduizend asielverzoeken ingediend. Een belangrijk deel van de in de loop der jaren bij elkaar achthonderdduizend verzoeken is niet gehonoreerd, terwijl vele statushouders of genaturaliseerden het land weer verlaten hebben. Ongeveer de helft bleef over. Vluchtelingen zijn in Nederland vaak onderwerp geweest van een maatschappelijk en politiek debat.

## Herkomstlanden
Vluchtelingen vormen het merendeel van belangrijke groepen immigranten, met name die uit Afghanistan (in totaal 44 000), Ethiopië (12 500), Irak (55 000), Iran (37 000), Somalië (39 000), Syrië (23 700) en voormalig Joegoslavië (52 300) (de cijfers zijn van 2014).
In 2015 was met afstand het belangrijkste herkomstland van asielaanvragers, op een totaal van ruim 56 000 asielverzoeken en herhaalde verzoeken, Syrië (48% van de verzoeken). Dit als gevolg van de Syrische Burgeroorlog die in 2011 uitbrak. Andere belangrijke herkomstlanden waren dat jaar Eritrea (14%), Irak (6%), Afghanistan (4%), Iran (3%) en Somalië (2%).
Om de asielprocedures te versnellen, bracht de regering in november 2015 een lijst uit van herkomstlanden die als veilig kunnen worden beschouwd. Een asielzoeker uit een land op de lijst zal met een 'zwaardere bewijslast' moeten komen om zijn gevaar aan te tonen. Met de lijst liep de regering vooruit op een Europese lijst van veilige landen. Op de lijst staan onder meer Albanië, Bosnië-Herzegovina, Kosovo, Montenegro, Noord-Macedonië en Servië. De Nederlandse overheid gaat ervan uit dat inwoners van deze landen in principe geen gegronde vrees voor vervolging kunnen hebben en daarom niet in aanmerking komen voor een vluchtelingenstatus.

## Asiel

### De procedure
In theorie is de procedure:
- De asielzoeker meldt zich in Ter Apel of (als alleenstaande minderjarige asielzoeker) op Schiphol,
- Hij gaat een paar dagen later naar een van de vier landelijke aanmeldcentra,
- Hij wordt daar ondervraagd (‘eerste’ en ‘nader’ gehoor),
- Hij krijgt een tijdelijke verblijfsvergunning, eventueel ook voor familieleden,
- of hij krijgt een afwijzing en moet binnen vier weken Nederland verlaten, maar kan in beroep gaan.[7]

Een positieve beslissing kan in theorie binnen acht dagen vallen. Een negatieve kan ook binnen acht dagen komen, bijvoorbeeld als de asielzoeker terug moet naar een ander Europees land waar hij of zij asiel kon krijgen volgens de Dublinverordening, of als het asielverzoek ‘kennelijk ongegrond’ is bijvoorbeeld omdat de asielzoeker uit een veilig geacht land afkomstig is. Als de asielzoeker alle mogelijkheden van beroep benut, kan de procedure zich maanden, zo niet jaren, duren c.q. voortslepen.
Oorlogsmisdadigers zijn uitgesloten van asiel, volgens Artikel 1F Vluchtelingenverdrag. Enkele honderden asielzoekers in Nederland zijn aangemerkt als ‘1F- er’.

### Wisselende aantallen asielzoekers
Het aantal asielverzoeken in Nederland heeft per jaar sterk gevarieerd. In de periode 1993-2014 was dat aantal het hoogst in 1994 (52 000) en het laagst in 2004 en 2007 (tienduizend). In de ‘piekperiode’ 1995-2001 varieerde het aantal van 22 000 tot 45 000, in de dalperiode 2002-2013 varieerde het van tienduizend tot vijftienduizend. In 2015 werden ruim vijftigduizend nieuwe asielverzoeken gedaan (inclusief herhaalde verzoeken was het aantal ruim 56 000).
Het aantal asielzoekers in de asielzoekerscentra en andere centrale opvang wisselde ook sterk. In de periode van 1996-2015 was dat aantal het hoogst in 2001 (83 800) en het laagst in 2012 (14 600). In de piekperiode 1998-2003 varieerde het van ruim vijftigduizend tot ruim tachtigduizend, in de dalperiode 2007-2013 tussen ruim 14 000 en ruim 21 000. Eind 2015 stond het aantal asielzoekers in centrale opvang op ruim 45 000.
Ook de aantallen asielzoekers uit een bepaald land hebben sterk gevarieerd. Zo kwamen er tot 2014 maar heel weinig asielzoekers uit Eritrea. In april 2014 kwamen er ruim duizend Eritreeërs, in juni 2014 slechts tweehonderd, in november 2015 echter twaalfhonderd. Syrische asielzoekers waren er nauwelijks tot 2012, toen er zich 450 meldden; hun aantal liep op tot meer dan twintigduizend in 2015. In de jaren rond 1995 meldden zich meer dan vijftigduizend asielzoekers uit voormalig Joegoslavië, dat aantal was in 2015 gedaald tot enkele honderden.
Belangrijke politieke factoren in de komst van veel asielzoekers waren onder meer, in chronologie:
- 1992: veel asielzoekers uit oorlogsgebied in voormalig Joegoslavië
- 1994: door verscherpt asielbeleid in Duitsland meer asielzoekers in omringende landen
- 1997-2000: veel asielzoekers uit oorlogsgebied in Afghanistan, Irak en Kosovo
- 2008: veel asielzoekers uit oorlogsgebied in Somalië en Irak
- 2014 en daarna: veel asielzoekers uit oorlogsgebied in Syrië

### Toelating
In de jaren negentig werd ongeveer 40% van het aantal asielaanvragers toegelaten, op grond van vrees voor vervolging of op humanitaire gronden. Na de invoering van de Wet Cohen in 2000 daalde niet alleen het aantal verzoeken sterk maar ook het toelatingspercentage. Het aantal ingewilligde verzoeken lag de eerste jaren van de eenentwintigste eeuw soms niet hoger dan zo'n vijftienhonderd. Daarna begon het percentage echter weer flink te stijgen. De toelatingsratio varieerde van veertig tot zeventig procent in de jaren 2008-2015. De toekenning van verblijfsvergunningen verschilde sterk per nationaliteit. In 2015 is van de asielzoekers uit Syrië en Eritra zo’n negentig procent toegelaten. Het toelatingspercentage lag voor asielzoekers uit Irak, Iran en Somalië op of boven de vijftig procent, maar was minder dan tien procent voor asielzoekers uit Albanië, Bosnië-Herzegovina, Georgië, Macedonië en Servië.
Een uitgangspunt van de Dublinverordening is dat het eerste EU-land waar de asielzoeker aankomt verantwoordelijk is voor de asielprocedure. Door betere controle door Frontex en registratie aan de buitengrenzen willen EU-landen ervoor zorgen dat de Dublinverordening tot beperking van de instroom leidt.
Binnen drie maanden na het verkrijgen van een verblijfsvergunning kan een vluchteling een visum aanvragen voor gezinsleden die hij of zij wil laten overkomen. Voordat een partner of gezinslid komt, moeten die met documenten de gezinsband kunnen aantonen. De kosten van het laten overkomen van familieleden zijn in principe voor de asielzoeker. Er geldt geen "voldoende middelen" vereiste bij gezinshereniging, zoals dat bij reguliere immigratie van bijvoorbeeld een huwelijkspartner geldt, waarbij de zich in Nederland verblijvende partner het levensonderhoud van de immigrerende partner moet garanderen. Als VluchtelingenWerk de aanvrager begeleidt, is een gedeeltelijke vergoeding van toepassing uit het Vluchtelingenfonds. Kindhuwelijken worden bij die aanvraag niet erkend.

### Cijfers in internationaal perspectief
Verhoudingsgewijs gaat het bij asielzoekers in Nederland om beperkte aantallen.
- 29 januari 2019 telt Nederland 103,818 vluchtelingen, wat 0,6% is van de bevolking.[20] Genaturaliseerden worden hierbij buiten beschouwing gelaten en brachten  het percentage dat jaar op een kleine twee percent. Personen met een niet-westerse migratieachtergrond vormden in 2017 in Nederland ruim 12% van de totale bevolking.[21]
- Vaak wordt gesteld dat 'Nederland niet de hele wereld kan opnemen' maar dat gebeurt dan ook niet. De vijftigduizend nieuwe asielverzoeken in 2015 in Nederland ingediend stonden gelijk aan 0,08 procent van het wereldwijde aantal vluchtelingen en ontheemden (zestig miljoen) en vijf procent van het aantal asielverzoeken in de Europese Unie (een miljoen).[22] In 2022 was het aantal vluchtelingen wereldwijd gestegen tot honderd miljoen. Zo'n vier promille daarvan bevond zich in Nederland, genaturaliseerden en directe nakomelingen meegerekend.
- In de eerste helft van 2015 stond Nederland op de negende plaats voor het absolute aantal asielaanvragen in vergelijking met andere landen in de Europese Unie. Gemeten naar het aantal inwoners stond Nederland begin 2015 op de elfde plaats en begin 2017 op de vijftiende plaats.[23]
- De een miljoen asielzoekers in 2015 in de Europese Unie staan gelijk aan 0,2 procent van de EU-bevolking (500 miljoen).
- Volgens de VN-vluchtelingenorganisatie UNHCR waren er in Nederland in 2015 per duizend inwoners vijf vluchtelingen/asielzoekers. In Turkije zijn dat er vijfentwintig, in Libanon tweehonderd.[24]
- De vaak bepleite 'opvang in de regio' is al de normale praktijk. Wereldwijd blijft 95 procent van de vluchtelingen in eigen land of vlucht niet verder dan naar een naburig land.[25]
- Van de wereldbevolking is 3,3% migrant, migratie vertoont een stijgende lijn.[26] De stijging doet zich vooral voor in de absolute aantallen. Afgezet tegen de groeiende wereldbevolking ligt de migratie tussen landen onderling op een vrij stabiel niveau. In 1960 was het percentage migranten 3,1%. Dat niveau ligt relatief veel lager dan in de periode 1830-1950 toen zich door het kolonialisme en de wereldoorlogen enorme migratiestromen voordeden.[27] In de periode 2000-2015 stonden de aantallen vluchtelingen gelijk aan 0,5 tot 0,9% van de wereldbevolking. Vluchtelingen vormen dus slechts een minderheid van de migranten. Dat blijft zo als echte illegalen (die zich nooit hebben aangemeld voor asiel) worden meegeteld of als men zich beperkt tot migratie uit de Derde Wereld naar rijke landen. Ook bij die categorie bestaat de meerderheid uit uitgenodigde arbeidsmigratie. Migratie wordt niet in belangrijke mate opgedreven door bevolkingsgroei.[28]

## Categorieën vluchtelingen en vreemdelingen

### Uitgenodigde vluchtelingen
Het Hoog Commissariaat voor de Vluchtelingen heeft een programma om vluchtelingen in andere landen te hervestigen. Het gaat meestal om mensen die eerder langdurig in vluchtelingenkampen hebben verbleven. Kwetsbare personen (zoals mensen met een psychotrauma of handicap en kinderen) krijgen voorrang. Nederland heeft sinds 1986 een quotum van vijfhonderd uitgenodigde vluchtelingen per jaar. Pas in 2005 is dat aantal voor het eerst daadwerkelijk gehaald. In 2018 zijn 1 225 vluchtelingen op uitnodiging naar Nederland gekomen, onder hen 815 uit Syrië.

### Alleenstaande minderjarige vreemdelingen
In de jaren 1990 kwamen steeds meer alleenstaande minderjarige asielzoekers (ama's, later alleenstaande minderjarige vreemdelingen, amv's, genoemd) naar Europa. Voor hen gold sinds het jaar 2000 in Nederland een speciale regeling. Zij werden soms 'vooruit gezonden' omdat men de kans voor een kind om asiel te krijgen groter achtte dan voor een volwassene. In Nederland steeg het aantal alleenstaande minderjarige asielzoekers tot 7.800 in 2000, vooral uit Angola, China, Sierra Leone en Guinee. Als reactie daarop werd het beleid veel strenger en daalde hun aantal tot enkele honderden per jaar. Slechts aan heel weinig ama's is de vluchtelingenstatus verleend. Pas in 2015 steeg hun aantal weer, tot rond 3500, vooral afkomstig uit Syrië, Eritrea, Afghanistan en Irak.
Het Besluit van 14 mei 2013, houdende wijziging van het Vreemdelingenbesluit 2000 en het Besluit modern migratiebeleid in verband met de aanpassing van het buitenschuldbeleid voor alleenstaande minderjarige vreemdelingen schafte de amv-vergunning in het Vreemdelingenbesluit 2000 af, en creëerde een grondslag voor verlening van een 'buitenschuldvergunning'.

### Uitgeprocedeerde asielzoekers en ongedocumenteerden
In Nederland zouden volgens de overheid vijfentwintigduizend tot vijftigduizend illegalen verblijven, mensen zonder een geldige verblijfstitel. Dat cijfer is een ruwe schatting.
Het strafbaar stellen van illegaal verblijf is herhaaldelijk voorgesteld, maar in 2014 zag de Nederlandse regering af van de invoering ervan. De term ‘illegaal’ is dan ook feitelijk onjuist; organisaties spreken liever van ‘irreguliere’ of ‘ongedocumenteerde’ vreemdelingen. Van hen heeft 60% ooit vergeefs een asielverzoek ingediend.
Tot illegaliteit vervielen onder meer ook: buitenlandse vrouwen met kinderen die door hun (Nederlandse) partner zijn verlaten, slachtoffers van mensenhandel die geen aangifte hebben durven doen, staatlozen die niet kunnen terugkeren naar het land van geboorte, familieleden van migranten die zorg behoeven en die in het herkomstland niet kunnen krijgen.
Ongedocumenteerden hebben verbleven op diverse locaties zoals een ‘vluchtgarage’ en ‘vluchtflat’, waar hun ervaringen zijn gedocumenteerd door het initiatief Vluchtverhalen. Een heel klein deel van de illegalen of ongedocumenteerden in Nederland verblijft op locaties die de overheid heeft ingericht. Een ander, ook heel klein deel, leeft op straat.
Op grond van internationale verdragen hebben alle kinderen jonger dan 18 jaar recht op onderwijs en zijn ze in Nederland leerplichtig. Illegaal verblijvende kinderen kunnen op alle scholen terecht en een opleiding die ze voor het achttiende jaar begonnen, afmaken. Hun gegevens mogen niet worden doorgegeven aan instanties die de Vreemdelingenwet handhaven.
In 2014 stelde het Europees Comité voor Sociale Rechten dat Nederland het recht van 'ongedocumenteerde vreemdelingen op voedsel, kleding en onderdak als noodzakelijke voorziening ter bescherming van hun menselijke waardigheid' moet garanderen. In Nederland staat dat bekend als de 'bed-bad-broodregeling'. Over de interpretatie van de uitspraak raakten de regeringspartijen VVD en PvdA in conflict. In juni 2015 bereikten ze een compromis.
Illegalen kunnen geen zorgverzekering afsluiten, maar krijgen wel medisch noodzakelijke zorg. De overheid trekt jaarlijks 32 miljoen euro uit voor medische zorg aan illegalen. Als zorgverleners de kosten niet (volledig) kunnen verhalen op de patiënt, kunnen zij een bijdrage vragen aan het Zorginstituut Nederland.

### Vreemdelingendetentie
Asielzoekers die zijn afgewezen, en anderen zonder geldige verblijfsvergunning, kunnen in vreemdelingenbewaring worden geplaatst. In principe is dat in afwachting van uitzetting. Om praktische redenen komt dat er lang niet altijd van, vreemdelingen kunnen dan soms aanzienlijke tijd gevangen worden gezet. Critici stellen stelt dat vreemdelingen alleen mogen worden gedetineerd voor zover en voor zolang dat strikt noodzakelijk is om redenen van veiligheid en handhaving van de orde, en dat kinderen niet in detentie behoren te zijn.
Het aantal mensen in vreemdelingendetentie in Nederland is afgenomen, van 7.547 vreemdelingen in 2010 tot 2.467 vreemdelingen in 2014. Een wetsvoorstel dat sinds 2013 in behandeling is moet leiden tot verbetering van het regime en meer vrijheid voor de gedetineerden. Daarmee zijn echter volgens critici de orde- en strafmaatregelen niet ingeperkt, het nieuwe ‘beheersregime’ zou onder meer visitatie (fouillering tot op de huid) ruimer mogelijk maken.

## Geschiedenis van het maatschappelijk debat over vluchtelingen

### De ‘wassende toevloed’ van de jaren dertig
Het maatschappelijk en politiek debat over vluchtelingen en asielzoekers bestaat in Nederland al sinds 1933. Met de opkomst van het nationaalsocialisme in Duitsland kreeg Nederland, vooral na 1933, een groeiende stroom Duitse vluchtelingen te verwerken: communisten, socialisten en joden. Het aantal joodse vluchtelingen groeide vanaf 1933 tot 35 000, een veel groter aantal werd niet toegelaten. Minister van Justitie Josef van Schaik zei van de Duitse vluchtelingen in 1933 dat 'behoudens enkele gevallen, in het algemeen geen beroep op asylrecht kan worden gedaan. De positie der joden in Duitsland moge betreurenswaardig zijn; om voor asylrecht in aanmerking te komen, is meer nodig.' De minister waarschuwde ook tegen de 'wassende toevloed': 'Voorshands speelt een rol de vraag of deze invasie - die op blijvende vestiging dreigt uit te lopen - wel gewenst is op ras-, economische en sociale overwegingen.' 'Laat men thans de aanwezige Joden hier, dan zal het hoe langer hoe bezwaarlijker worden, hen kwijt te raken.' Joden die uit Polen afkomstig waren of stateloos, moesten 'zoveel doenlijk naar het land waarvan zij laatstelijk onderdaan waren, of naar elders... afreizen'. In februari 1934 vroeg de minister zich af 'of, nu de toestand in Duitsland zich meer geconsolideerd heeft, ons land maar steeds voor de bedoelde vluchtelingen moet blijven openstaan'. Op grond van Van Schaiks mededeling besloot de ministerraad tot een beleid dat de binnenkomst van vluchtelingen zou tegengaan. Het kabinet-Colijn II gebruikte toen termen als 'stromen', 'toestroom' en 'vloed'. In 1936 verscheen een nota voor de ministerraad waarin een onderscheid werd gemaakt tussen twee soorten vluchtelingen: zij die 'uit hoofde van hun politieke overtuiging, hun godsdienst of hun ras vervolgd waren of vervolging vreesden'; en zij die 'in hun bestaan werden bedreigd. Dit zijn vluchtelingen om economische redenen... geen eigenlijke vluchtelingen'. Vanuit de bevolking rees protest tegen het restrictief beleid, zoals in een petitie aan de Staten-Generaal die getekend werd door vijftigduizend mensen.
In de jaren daarna werd het toelatingsbeleid ten aanzien van joden alleen maar strenger. Na de Kristallnacht begon men joden direct weer de grens over te sturen, in wezen de concentratiekampen in. De Nederlandse regering besloot al toegelaten joodse vluchtelingen alsnog naar Duitsland uit te zetten. Kamp Westerbork had ten doel ze daar te concentreren maar kon voor de oorlog niet in gebruik worden genomen. Daarna maakte de Duitse bezetter er dankbaar gebruik van. Schaamte over het lot van de joden zou een grote rol spelen in het codificeren van het internationale asielrecht.

### Nota Vluchtelingenbeleid 1986-1987
Op 15 september 1986 werd de Nota Vluchtelingenbeleid aan de Tweede Kamer aangeboden. Bij gelegenheid daarvan zei de staatssecretaris van Justitie, Virginie Korte-van Hemel, 'Vaak maak ik mij meer zorgen om vluchtelingen die ik wél heb toegelaten.' In de media waren de meningen verdeeld. Een commentaar in De Telegraaf stelde dat Nederland 'niet kon achterblijven bij de maatregelen van andere West-Europese landen om de toelating te beperken. Anders gaat van een te grote souplesse een aanzuigende werking uit'. NRC Handelsblad stelde: 'Het is opmerkelijk dat bij pogingen de toevloed naar ons land in te dammen toch vaak toevlucht wordt gezocht tot strikte toepassing van de regels. "Het kaf van het koren scheiden", zo noemde premier Ruud Lubbers het na kabinetsberaad over noodsignalen van het asielfront.' Wordt Vervolgd, het maandblad van Amnesty International, stelde: 'Nederlandse grenzen vrijwel dicht voor vluchtelingen [...] Het treurige is dat het nieuwe beleid niet wordt ingegeven door een weloverwogen analyse, maar door een paniekreactie op het gestegen aantal asielverzoeken.' De maatregelen waaraan de Tweede Kamer in april 1987 haar goedkeuring hechtte, waren onder meer: slechts één land zal een asielverzoek in behandeling nemen; wie in een westers land asiel had kunnen vragen wordt niet in een volgend land toegelaten; asielzoekers met 'duidelijk ongegronde asielverzoeken' worden in principe dezelfde dag nog verwijderd; luchtvaartmaatschappijen die asielzoekers zonder visum aanvoeren worden beboet. Deze maatregelen werden in de praktijk niet toegepast. Ze werden in later jaren opnieuw gepresenteerd en gedeeltelijk ook doorgevoerd.

### De Vreemdelingenwet 2000
In de jaren negentig waren er verschillende golven aan asielzoekers. Dat wekte veel maatschappelijke onrust, ook omdat de aantallen overschat werden en niet duidelijk was dat 60% werd afgewezen. In 2000 vroegen 43 500 mensen asiel aan. De afhandeling van de procedures was niet efficiënt. Er zaten 65 000 asielzoekers in de centrale opvang, daarvan tien procent al langer dan drie jaar. Staatssecretaris van Justitie Job Cohen sprak van een ‘ontploffend asielstelsel’. De regering zocht de oplossing in het aanpakken van asielprocedures: die moesten sneller en korter. Voorstanders van een ruimhartiger beleid, GroenLinks en SP, vormden in de Tweede Kamer slechts een kleine minderheid. VVD en CDA achtten het Vluchtelingenverdrag achterhaald omdat het verdrag zou voorzien in opvang van individuen, niet van grote groepen. De 'Wet Cohen' maakte het mogelijk een verzoek al binnen 48 uur af te wijzen. Het aantal asielaanvragen nam daarna snel af.

## Kwesties sinds 2011

### Werkloosheid en integratie
Een half jaar na indiening van het asielverzoek mag een asielzoeker in Nederland 24 weken per jaar werken. Een asielzoeker heeft recht op dezelfde beloning als Nederlanders. Onder toegelaten vluchtelingen is de werkloosheid gemiddeld hoog. Anderhalf jaar na hun toelating in 2014 had 90% een bijstandsuitkering, overigens in een fase dat de algehele werkloosheid hoog was. Dat neemt daarna geleidelijk maar gestaag af: na vijfenhalf jaar was dat percentage gedaald naar 42% waarvan een gedeelte een deeltijdbaan heeft: bijstand is een suppletie-uitkering. Een zeer hoog gedeelte, ruim een derde deel, volgt een studie: vaak worden veel te hoge percentages aan uitkeringstrekkers gemeld doordat men ten onrechte denkt dat allen die niet werken een uitkering hebben. Onder de laatste jaren talrijkste groep, de Syriërs, had in 2022 nog maar 9% van de werkzoekenden geen baan. Oorzaken van de vluchtelingenwerkloosheid zijn onder meer dat diploma's niet gelden, discriminatie, overconcentratie in plattelandsgemeenten met een slechte werkgelegenheid, gezondheidsproblemen, psychische klachten vanwege traumatische gebeurtenissen uit het verleden en het ontbreken van een sociaal netwerk. Ook factoren als lage opleiding, analfabetisme en gebrekkige integratie worden door sommigen genoemd om de werkloosheid te verklaren. Een lage opleiding lijkt geen goede verklaring voor een hogere werkloosheid. Anders dan vaak gedacht is voor immigranten juist veel ongeschoold of laaggeschoold werk beschikbaar. Hoewel de fabrieksarbeid sinds de jaren zeventig sterk afgenomen is, groeit in moderne Westerse maatschappijen het aantal laagbetaalde maar essentiële banen in de schoonmaak, de afvalverwerking, de zorg, het transport, de logistiek, de pakketbezorging en de horeca. De lange opvang in een AZC werkt demotiverend. Rond 40% van de werkenden uit de vluchtelingengroepen geeft aan voor de huidige functie te hoog te zijn opgeleid. In de loop der jaren trekken statushouders naar de grote steden omdat daar meer werk te vinden valt. Afghaanse, Iraakse en vooral Somalische werknemers werken vaker in laagbetaalde banen dan Turkse en Marokkaanse werknemers. Dit geldt niet voor Iraanse werknemers. De helft van de vluchtelingenhuishoudens loopt risico op armoede. Het gemiddeld huishoudsinkomen was in 2019 slechts zo'n zestienduizend euro.
Voordat ze een verblijfsvergunning hebben, krijgen volwassen asielzoekers geen Nederlandse les en mogen geen studie volgen. Na een (tijdelijke) verblijfsvergunning moet de asielzoeker, zoals alle immigranten buiten de EU, binnen drie jaar inburgeringsexamen doen. Dit examen bestaat uit lezen, luisteren, spreken en schrijven in het Nederlands. Ook toetst het examen kennis van de Nederlandse maatschappij. Die plicht bestaat niet voor kinderen en bejaarden. In beginsel zou het niet voldoen aan de inburgeringsplicht kunnen leiden tot uitzetting maar die mag niet worden uitgevoerd bij statushouders. Overigens voldeed 95% van de cohort 2014 aan zijn inburgeringsplicht.
Feitelijke inburgering komt onder meer tot uiting in veiligheidsgevoelens en onderwijs. Meer dan 90% van de Afghaanse, Iraakse, Iraanse en Somalische migranten in Nederland voelt zich veilig in Nederland, aldus onderzoek van het Sociaal en Cultureel Planbureau uit 2011. Personen uit de vluchtelingengroepen onderhouden vaker contacten met autochtonen dan de Turkse en Marokkaanse Nederlanders. Ongeveer driekwart van de Afghaanse, Iraakse en Iraanse migranten geeft aan dat ze niet meer in het land van herkomst willen wonen. Van de genaturaliseerde asielzoekers uit de periode 1990-2010 heeft een belangrijk deel Nederland weer verlaten toen de Nederlandse nationaliteit toegang bood tot andere Westerse landen. Zo vertrok een meerderheid van de Somaliërs naar het Verenigd Koninkrijk.
Een hoog aandeel leerlingen van Iraanse (49%) en Afghaanse (42%) origine volgt een opleiding op havo/vwo-niveau. Het aandeel Iraanse leerlingen op dit niveau is gelijk aan dat van autochtone leerlingen. Iraakse leerlingen blijven hierbij achter: 35% (dit aandeel komt overeen met de Surinaamse groep). Zeventien percent van de leerlingen van Somalische origine volgt een opleiding op havo- of vwo-niveau, dit is lager dan bij Turks- en Marokkaans-Nederlandse leerlingen. Relatief veel jonge statushouders volgen een beroepsopleiding. Zo gaat de helft van de achttien tot drieëntwintigjarigen naar het MBO en de niveaus van de opleidingen stijgt geleidelijk. 
Volgens een rapport van het Sociaal en Cultureel Planbureau uit december 2015 verloopt de integratie onder migranten moeizaam. De afstand van bijvoorbeeld Somalische vluchtelingen tot de Nederlandse samenleving uit zich vooral op het gebied van de arbeidsmarkt en scholing, in mindere mate ook op het religieuze en sociaal-culturele vlak. Asielmigratie vormt een factor in de zogenaamde islamisering. Dat effect is echter beperkt gezien de al evenzeer beperkte absolute aantallen. Daarbij zijn lang niet alle asielzoekers moslim. Velen zijn het Midden-Oosten juist ontvlucht omdat ze atheïst zijn, vooral Iraniërs. Van de Eritreeërs is de meerderheid christen en hetzelfde geldt voor een kwart van de Syriërs.

### Woonruimte
De Nederlandse overheid stelt dat woningzoekenden in principe niet langer op een woning hoeven te wachten door de komst van asielzoekers met een verblijfsvergunning. Ten onrechte wordt vaak gedacht dat statushouders automatisch voorrang hebben op een sociale huurwoning. In feite staat het de gemeente vrij om autochtonen voor te laten gaan en de woningen zo te verdelen als het haar goeddunkt. Meestal lopen de gemeenten achter bij de hun door het Rijk opgelegde taakstellingen vergunninghouders te huisvesten. Sommige gemeenten bieden nooit sociale huurwoningen aan statushouders aan. Om woningnood te voorkomen kan de gemeente kiezen om asielzoekers met een verblijfsvergunning een (sociale) huurwoning of andere woonruimte aan te bieden, bijvoorbeeld in lege kantoren. Ze kan vergunninghouders ook woonruimte aanbieden bij particuliere verhuurders of in containerwoningen, of meerdere mensen onderbrengen in één woning. Een gemeente mag vergunninghouders ook tijdelijk andere (niet-permanente) woonruimte aanbieden, bijvoorbeeld in een bungalowpark. Dit is geregeld in het gemeentelijk versnellingsarrangement (GVA).
Asielmigratie was niet de hoofdoorzaak van het tekort aan sociale huurwoningen. Van het begin van de jaren tachtig af was het officieel beleid het aantal sociale woningen zoveel mogelijk te beperken. De nieuwbouw in die categorie, toen nog ruim zestigduizend per jaar, was tegen 2019 teruggebracht naar zo'n vijftienduizend per jaar. Het aantal sociale huurwoningen dat per jaar vrijkwam, daalde van 224 000 in 2015 tot 163 000 in 2020. Vijftienduizend daarvan werden toegewezen aan statushouders. Dat dit gelijkstond aan de nieuwbouw, is toeval. Zo'n 95% daarvan werd aan autochtonen toegewezen. Het is zelfs onzeker of er enige verdringing van autochtonen plaatsvindt omdat mogelijkerwijs het verschijnsel asielmigratie de moedwillige afbraak van het systeem vertraagd heeft.

### Kosten
Asielzoekers kostten de Nederlandse staat in 2014 volgens schatting van het EW ruim 860 miljoen euro. Dat was toen iets minder dan drie promille van de staatsuitgaven over dat jaar, 309 489 miljoen, en iets meer dan een promille van het BNP. Meer dan de helft daarvan, 485 miljoen, ging naar het Centraal Orgaan opvang asielzoekers (COA). De Immigratie- en Naturalisatiedienst (IND) kreeg 197,7 miljoen, de Dienst Terugkeer & Vertrek (DT&V) 72 miljoen. Een aantal organisaties dat opkomt voor de belangen van vluchtelingen kreeg ruim dertig miljoen euro subsidies, daaronder Vluchtelingenwerk Nederland (6,3 miljoen) en Stichting NIDOS voor alleenstaande minderjarige asielzoekers (23,8 miljoen). Onderwijs aan de kinderen van asielzoekers (basisschool en voortgezet onderwijs) kostte in totaal 56,3 miljoen euro. De zorgkosten liggen gemiddeld op 6 160 euro per asielzoeker per jaar. Dat vrij hoge bedrag komt niet doordat de asielzoekers zo ongezond zijn: door hun gemiddeld jonge leeftijd is hun feitelijke zorgconsumptie juist beperkt. Er is echter een apart zorgsysteem opgetuigd, met onder andere huisartsenposten in ieder AZC. De Regeling Medische zorg Asielzoekers (RMA) zorgt ervoor dat er geen effecten zijn voor de reguliere zorgpremies. De kosten van de opvang drukken het eerste jaar grotendeels op de begroting voor ontwikkelingssamenwerking: als ze toenemen gaat de hulp aan het buitenland omlaag. In 2022 deed zich een explosie van de kosten van de opvang voor. Door de coronacrisis waren er in 2021 relatief weinig asielaanvragen geweest. Hierop sloot men zoveel mogelijk capaciteit in de AZCs. Door een combinatie van een lage rente en de afbraak van de sociale woningbouw waren de prijzen van koopwoningen sterk gestegen. Door de stikstofcrisis konden niet voldoende nieuwe woningen gebouwd worden. De gemeenten weigerden hierop hun taakstellingen uit te voeren zodat veel vergunninghouders in de AZCs bleven hangen. Toen in 2022 de aantallen asielzoekers weer toenamen, kon Ter Apel die niet meer kwijt en zag men zich gedwongen zeer dure noodopvang in te kopen.
Afgezien van deze crisissituatie zijn, omgeslagen per persoon, de initiële kosten van aanvraag en opname zo’n dertigduizend à vijftigduizend euro. Doordat bij statushouders door de hoge werkloosheid de uitkeringskosten en toeslagenkosten de eerste jaren hoger liggen dan de opgebrachte belastingen en premies, is hun kosten- en batensaldo die periode negatief, wat afhankelijk van de precieze aantallen en arbeidsparticipatie de staat enkele honderden miljoenen per jaar kost. Uiteindelijk convergeren hun kenmerken met die van andere niet-westerse allochtonen. Over de kosten van hun immigratie bestaat geen consensus. Betwistbaar is of en hoe de kosten van publieke goederen toegerekend moeten worden, of de winsten van het bedrijfsleven moeten worden meegerekend, of gecompenseerd moet worden voor de premies die de tweede en derde generaties opbrengen voor de zorg- en onderhoudskosten van eerdere generaties en of rekening moet worden gehouden met verschuivingen in de sociale stratificatie: autochtonen wentelen het risico van werkloosheid ten dele af op immigranten. Internationale studies wijzen meestal uit dat de per capita effecten van migratie op de staatsbegroting of het BNP gering zijn, negatief of positief. Immigratie kan daardoor geen belangrijke bedreiging vormen voor de verzorgingsstaat. Alleen een langdurige grote asielstroom gekoppeld met een continue lage arbeidsparticipatie, zou over de loop van decennia de migratiekosten in Nederland boven de 3% van het BNP kunnen drijven en dan alleen nog als een vrij pessimistische modellering gekozen wordt, gebaseerd op het omstreden werk van de Amerikaan George Jesus Borjas. Voor de gedachte dat de verzorgingsstaat werkt als een welfare magnet die vooral profiteurs trekt, bestaat geen empirisch bewijs; vluchtelingen hebben wel eerder dan de meeste immigranten recht op sociale voorzieningen.

### Criminaliteit onder asielzoekers
Er zijn weinig harde gegevens over criminaliteit onder asielzoekers, omdat die in de misdaadstatistieken niet als groep worden geregistreerd. Onderzoeker Willem de Haan stelde in 2002: ‘De dreiging van een asielzoekerscentrum voor zijn omgeving wordt gemakkelijk overschat, terwijl het gevaar voor zijn bewoners wordt onderschat.’ In 2006 verscheen het onderzoeksrapport ‘Asielmigratie en Criminaliteit’ dat stelt dat van de asielzoekers die toen nog in een asielprocedure zaten, vijf procent per jaar werd verdacht van een misdrijf. Onder asielzoekers met een verblijfsvergunning was het drie procent (het gemiddelde van de autochtone Nederlandse bevolking was toen 1,5 procent). Asielzoekers maakten zich in de onderzochte periode 1996 tot 2004 vooral schuldig aan (winkel)diefstal en valsheid in geschrifte met reisdocumenten. Naar verhouding worden asielmigranten gemiddeld vaker verdacht van criminaliteit dan de autochtone Nederlandse bevolking, en iets vaker dan Westerse immigranten maar minder vaak dan de vier grote allochtone herkomstgroepen: de Antillianen, Marokkanen, Turken en Surinamers. De geschatte criminaliteitsgraad van illegalen en uitgeprocedeerde asielzoekers is met tien procent wel hoger. Het betreft vaak ‘overlevingscriminaliteit’ om in Nederland te kunnen blijven binnen de zeer beperkte legale bestaansmogelijkheden. Illegalen nemen een valse identiteit aan en werken veel zwart. Mocht illegaliteit strafbaar gesteld worden, is iedere illegaal per definitie een crimineel. Internationale studies wijzen erop dat illegalen typisch meer gebruikelijke vormen van misdaad mijden uit angst betrapt en uitgezet te worden. Het onderzoek uit 2006 gebruikte niet-gestandariseerde cijfers: men had niet gecorrigeerd voor geslacht en leeftijd, hoewel jonge mannen oververtegenwoordigd zijn onder zowel de statushouders als in de misdaad. Een onderzoek uit 2017 dat hiervoor wel corrigeerde, concludeerde dat statushouders minder crimineel zijn dan autochtonen met eenzelfde combinatie van leeftijd, geslacht en sociaal-economische positie. Het effect van asielmigratie op het per capita niveau van de misdaad is daarmee gering. Dat niveau is daarbij tussen 2005 en 2020 sterk gedaald, ook onder statushouders.
In oktober 2015 stelde onderzoeker Godfried Engbersen dat het niet onveiliger is rondom een asielzoekerscentrum en dat zware criminaliteit er niet is aangetroffen. De NOS sprak die maand met ruim twintig van de 33 gemeenten die een groot asielzoekerscentrum (azc) op hun grondgebied hebben. Hun gezamenlijke ervaring bleek te zijn dat er vooraf bezorgdheid is, maar dat er zich weinig tot geen incidenten hebben voorgedaan waarbij mensen van buiten het azc gedupeerd werden. Volgens de gemeenten nam de criminaliteit niet toe. Wel zijn er incidenten op het azc-terrein zelf, zoals vechtpartijen. Ook kunnen inwoners grote groepen buitenlanders in het straatbeeld als negatief ervaren. Sinds het opstellen van de lijst van veilige landen doet zich het verschijnsel van de 'veilige-landers' voor. Het betreft een relatief kleine groep mannen, meestal uit Noord-Afrika, die geen kans maken op asiel maar door Europa zwervend uitzetting vermijden. Ze veroorzaken onevenredig veel overlast en kleine criminaliteit. Ze krijgen veel aandacht van media en politici, vooral als die het verschijnsel asielmigratie negatief willen benaderen.

### Mensensmokkel en Mensenhandel
Vaak wordt gedacht dat asielmigratie voornamelijk veroorzaakt is door mensensmokkel. Misdaadsyndicaten zouden de bittere armoede in de Derde Wereld uitbuiten door wanhopige mensen geld af te troggelen, ze een veel te rooskleurige toekomst in het westen voorspiegelend. Eigenlijk verwijst de term naar het de grens over smokkelen van illegalen. Het is echter niet illegaal om zee te kiezen en volkomen legitiem om een grens over te steken om asiel aan te vragen. Verschillende westerse regeringen pogen dit proces zoveel mogelijk te criminaliseren, ook om het hele verschijnsel asiel in een kwaad daglicht te stellen. De smokkelaars op zich, noch de armoede hebben in eerste instantie de migratie veroorzaakt. Oorlog, niet algemene armoede is het hoofdmotief asiel te zoeken. De allerarmsten zijn niet in staat een lange reis te betalen. De middenklasse heeft de ambitie en het geld de erbarmelijke omstandigheden in vluchtelingenkampen te ontvluchten. Toen  het westen steeds meer barrières begon op te werpen om asiel aan te vragen van het herkomstland uit, ging die middenklasse vervoerders inhuren om het westen in te komen, weloverwogen de risico's op de koop toenemend. Het is dus problematisch ze primair als slachtoffers af te schilderen. Meer dan door mensensmokkelaars wordt er geld, miljarden, verdiend aan grensbewaking, uitzettingen en de daarvoor materieel verschaffende wapenhandel.
Er is steeds meer aandacht gekomen voor het herkennen van mensenhandel in asiel. Er zijn aanwijzingen dat mensenhandel zich voordoet onder meer onder asielzoekers uit Eritrea en alleenstaande minderjarige asielzoekers. Alleenstaande minderjarige vluchtelingen verdwenen door de jaren heen op grote schaal uit de opvang. Ze zijn een makkelijk doelwit, omdat ze weinig geld hebben, makkelijk te overtuigen zijn en de weg in Nederland nog niet kennen. De aangiftebereidheid is in het algemeen laag. Er zijn gevallen gemeld van mensenhandelaars die zich ophielden bij asielzoekerscentra met de bedoeling meisjes te werven voor prostitutie.

### Bereidheid tot opvang van vluchtelingen
Vaak wordt gedacht dat in de loop der tijd de houding tegenover migranten steeds negatiever geworden is. Door de steeds belastender effecten van immigratie, in de laatste jaren voornamelijk in de vorm van vluchtelingen, zou de bevolking 'het zat zijn'. De toenemende populariteit van rechts-populistische partijen zou hierdoor ook verklaard worden. Bij hun electorale aanhang zou het slechts gaan om 'normale mensen' waarvan de 'reële zorgen' niet 'gehoord' worden door de mainstream partijen. Die zouden eindelijk eens ferm tegen de ongebreidelde massamigratie moeten optreden zonder geremd te worden door een angst voor racisme of misplaatste juridische gevoeligheden. Veel middenpartijen zijn meegegaan in dit narratief en hebben hun programma's naar rechts bijgesteld. In feite bleef in Nederland de publieke houding ten opzichte van immigratie in de eenentwintigste eeuw vrij stabiel. Die houding was daarbij vrij genuanceerd. Zo'n zeventig procent staat min of meer positief tegenover immigratie en slechts zeven procent is duidelijk negatief. Contact met immigranten maakt juist minder xenofoob. Het minst xenofoob zijn jongeren, stedelingen en hoger opgeleiden. Ongeacht de houding tegenover immigranten bestaan er breed vooroordelen over vluchtelingen. Hun aantallen, kosten en criminaliteit worden systematisch te hoog ingeschat, tot wel twee orden van grootte. Al in de jaren zestig en zeventig was er veel negativiteit tegenover immigratie. Die droeg daarbij vaak een vrij plat racistisch karakter. Een latere negatieve houding werd aangewakkerd door grote media-aandacht voor allerlei crises zoals de War on Terror en de Arabische Lente die niet uit het vluchtelingenprobleem voortkwamen maar wel veel vluchtelingen veroorzaakten.
Volgens een peiling van Maurice de Hond uit september 2015 was ongeveer een op de acht Nederlanders (13 procent) bereid om vluchtelingen in huis op te nemen, waarvan een derde dat wil 'zolang als het nodig is'. 300.000 huishoudens gaven aan dat ze een of enkele vluchtelingen wilden opvangen. Bijna 40 procent van de ondervraagden vond dat Nederland meer vluchtelingen moet opnemen dan tot nu toe was toegezegd. Onder de VVD-kiezers was dat 21 procent en onder de PvdA'ers 55 procent.
Alle Nederlandse gemeenten huisvesten vluchtelingen (met een verblijfsstatus). In september 2015 riepen de Vereniging van Nederlandse Gemeenten alle gemeenten op mee te werken aan de opvang van asielzoekers. In 2015 bleek een groeiend aantal gemeenten bereid vluchtelingen op te vangen. Volgens de Vereniging van Nederlandse Gemeenten was het draagvlak onder gemeentebesturen om vluchtelingen op te vangen toegenomen. Brabantse gemeenten bleken bereid om vluchtelingen op te vangen als het Centraal Orgaan opvang asielzoekers een beroep op hen deed. In september 2015 bleken ten minste zeventig Nederlandse gemeenten bereid tot (extra) opvang, vaak wel tegen de wens van de eigen bewoners in.

### Protesten tegen asielzoekerscentra
De komst van asielzoekerscentra is herhaaldelijk gestuit op protest, van de plaatselijke bevolking en mensen daarbuiten. Dergelijk protest deed zich al voor toen 14 miljoen ontheemden direct na de Tweede Wereldoorlog in West-Europa asiel zochten. Met de komst van Tamil-vluchtelingen die in begin jaren-1980 Sri Lanka ontvluchtten, kwam het tot publieke protesten en ongeregeldheden rond Nederlandse opvangplekken. In 1987, toen in Nederland voor het eerst asielzoekerscentra werden opgericht, waren er protesten in onder meer Stevensbeek en Slagharen. Daarbij kwam het tot politieoptreden. Sommige ouders uit Stevensbeek zeiden dat ze hun kinderen niet meer langs het asielzoekerscentrum naar school durfden te sturen.
De protesten hebben niet voorkomen dat de asielzoekerscentra er kwamen. Wel werden in Stevensbeek minder asielzoekers opgevangen dan gepland.
Protestacties waren er opnieuw vanaf 2013, toen de toestroom van vooral Syrische asielzoekers in een versnelling raakte. Het burgercomité Eindhoven, dat het initiatief nam tot landelijke samenwerking in de protesten, stelde dat ‘bij het opzetten van nieuwe asielzoekerscentra burgers worden overvallen en buitenspel gezet’. De bezwaren waren vaak meer gericht tegen hoge aantallen of oplegde beslissingen dan tegen de asielzoekerscentra als zodanig. Het Centraal Orgaan opvang asielzoekers verklaarde zich te willen richten op overleg in platforms waarin omwonenden zitten, samen met gemeente en politie. De protesten, manifestaties en ongeregeldheden namen echter in aantal toe. Er waren protesten in tientallen steden en dorpen, ongeregeldheden bij en buiten de asielzoekerscentra deden zich voor in onder meer Zuidlaren, Almere, Voorst, Weert, Oss, Enschede, Almelo, Woerden, Utrecht, Purmerend en Heesch.